# Црква Светог Јована Богослова у Лаушу
Црква Светог Јована Богослова у Лаушу је српска православна црква.